# Garli Station
Garli Station (Garli stasjon) er en tidligere jernbanestation på Dovrebanen, der ligger i Midtre Gauldal kommune i Norge.
Stationen åbnede 20. september 1921, da banen blev forlænget fra Dombås til Støren. Den blev nedgraderet til ubemandet trinbræt 1. oktober 1958, og 24. juni 1968 blev den gjort fjernstyret. Betjeningen med persontog blev indstillet 30. maj 1965 men genoptaget fra 29. august 1993 til 11. juni 2000. I den fungerer den tidligere station som fjernstyret krydsningsspor.
Stationsbygningen, der var i to etager i rødmalet træ, blev opført til åbningen efter tegninger af Jens Flor og Gudmund Hoel. Bygningen brændte 25. marts 1995 og blev efterfølgende revet ned.